# Бенгтссон, Оскар
Карл Оскар Вильхельм Бенгтссон (швед. Karl Oscar Vilhelm Bengtsson; Пустой шаблон {{ВД-Преамбула}} ) — шведский футболист, вратарь. Выступал за национальную сборную Швеции. Участник Олимпийских игр 1908 года.

## Биография
Выступал за «Эргрюте», в составе которого семь раз становился чемпионом Швеции. В начале своей карьеры выступал на позиции нападающего, но во время зарубежной поездки клуба вынужденно стал в ворота, где и продолжил играть.
8 сентября 1908 года дебютировал в составе национальной сборной Швеции в товарищеском матче с любительской сборной Англии. В этом матче, состоявшемся на стадионе «Вальхалла» в Гётеборге, Швеция разгромно проиграла сопернику со счётом 1:6.
В октябре 1908 года был в составе сборной Швеции на Олимпийских играх 1908 года. На турнире принял участие в двух встречах: с Великобританией (1:12) и Нидерландами (0:2).
В общей сложности провёл за сборную Швеции девять матчей, в которых пропустил 50 мячей.
Умер в Гётеборге 13 октября 1972 года.

## Достижения
Эргрюте
- Чемпион Швеции: 1902, 1904, 1905, 1906, 1907, 1909, 1913